# Hixton, Wisconsin
Hixton là một làng thuộc quận Jackson, tiểu bang Wisconsin, Hoa Kỳ. Năm 2006, dân số của làng này là 446 người.